# 아키나 (성우)
아키나(일본어: 秋奈, あきな, 11월 2일 - )는 일본의 여성 성우이다. 미야기 현 출신으로. 혈액형은 A형이다.

## 내력
성우를 목표로 하게 된 계기는 도라에몽과 프리큐어의 흉내를 하고 있었는데, 오빠로부터 "성우 공부를 해 볼래?"라는 말을 들었던 것이었다. 14살 때 도호쿠에서 처음으로 개최된 제4회 전일본 애니송 그랑프리 센다이 예선 대회에 출전해 우승해서 눈길을 끌었다.
15살 때 클라크 기념 국제 고등학교 아키하바라 IT 캠퍼스에 입학하여 크리에이티브 코스 (성우 · 방송 전공)를 선택, 제휴 회사와 제작사의 요청에 따라 캠퍼스에서 열리는 성우 오디션으로 2011년에 3D 던전 RPG 「미궁 크로스 블러드 리로디드」의 나나세 히카루 역의 성우로 채용되었다. 이 캠퍼스에서 열린 소속 오디션에서 2012년도부터 썬뮤직 프로덕션으로 소속이 결정되고, 재학생인 채로 성우 활동을 시작했다.
17세 때 『가난뱅이 신이!』(貧乏神が!)의 쓰와부키 소타(石蕗宙汰) 역 외에 다른 애니메이션 성우로 데뷔하였다. 2013년 6월부터 같은 썬뮤직 소속 나카쓰 마리코(中津真莉子)와 마키노 마코토와 함께 니코 니코 생방송 '공주의 학예회 채널'에서 태어난 노래하고 춤추는 성우 유닛 「프리케쓰」(프린세스 캣츠)의 멤버로 음악 활동을 시작했고 같은 해 7월 28일 데뷔(싱글)곡 '사랑의 마법 ~puri puri pu-! ~ / 프린세스 캣츠♪"를 출시했다. 같은 시기에, 마키노 마코토와 키리야마 치카와 함께 킹 레코드에서 발매된 4 장의 컴필레이션 앨범에 참여, 애니메이션 송 등 10곡을 커버하고 있다 .
19세가 된 2015년 3월 31일, 트위터와 인스타그램으로 썬뮤직 프로덕션을 그만두었음을 발표, 프리랜서가 되었다.
2015년 5월 31일, ZEPP TOKYO에서 개최된 ' Tokyo 7th 시스터즈' 출연 성우들에 의한 첫 라이브 "Tokyo 7th 시스터즈 1st Anniversary Live 15 '→ 34'~HAJIMALIVE-! ! ~"에 자신이 성우를 맡은 가라쿠리 히토하(空栗ヒトハ) / 후타바(フタバ) 쌍둥이로 구성된 유닛 「KARAKURI」로 출연 "BAAB"를 선보였다. 같은 해 7월에는 테즈카 프로덕션이 '철완 아톰'을 해외 대상으로 리메이크한 TV 애니메이션 '로봇 아톰'의 일본 판 패키지 제품의 발매에 즈음하여 밋치 역으로 일본어 더빙을 맡았다.
2016년은 스타 더스트 프로모션 소속으로 활동을 실시했다.

## 인물
취미 · 특기는 여행, 작사, 택록(宅録, 집에서 더빙하기), 노래 .
혼자있는 것을 싫어해서 부모가 집에 없을 때는 반드시 외출을 하며, 집을 떠날 수 없는 경우에는 친구와 Skype를 할 정도로 극도로 쓸쓸함을 많이 타는 성격이라고 한다.
좋아하는 남성 아티스트는 원 디렉션, 저스틴 비버, 오스틴 머혼이며, 좋아하는 영화로 스타워즈 (영화)와 스파이더맨 (2002년 영화)을 들고 있다.

## 출연

### 텔레비전 애니메이션
2012년
- 가난뱅이 신이!  (쓰와부키 쇼타, 엔도 마이, 가정부B, 오스케, 쇼지 사요 등)
- 걸즈 & 판처 (오노 아야[17])

2013년
- 아이카츠! (사에구사 키이[18])
- 연애러브 (미나미 모모카[19])

2014년
- Wake Up, Girls! (구로카와 세리카)

2016년
- orenge (시오지리)

2019년
- 천화백검~메이지 저택에 어서오세요!~(기쿠이치몬지 노리무네[20])
- 아이카츠 온 퍼레이드! (사에구사 키이)

### OVA
- 걸스 & 판처 「이것이 진짜 안지오 전입니다!」 (2014년, 오노 아야[21] )
- 로봇 아톰 (2015년, 밋치)
- 걸스 & 판트 최종장 (2017년 - 2019년, 오노 아야[22])

### 극장판 애니메이션
- 극장판 아이카츠! (2014년, 사에구사 키이[23])
- 아이카츠! ~노려진 마법의 아이카츠! 카드 ~ (2016년, 사에구사 키이)
- 극장판 프로젝트 세카이 부서진 세카이와 전해지지 않는 미쿠의 노래 (2025년, 아즈사와 코하네)

### Web 애니메이션
- 아이카츠 온 퍼레이드! 드림 스토리(2020년, 사에구사 키이[24])

### 게임
2011년
- 미궁 크로스 블러드 인피니티 (나나세 히카루)

2012년
- 원탁의 생도 The Eternal Legend (로론)

2013년
- 아이카츠! 2인의 마이 프린세스 (사에구사 키이)
- 데몬게이즈 (프로메스)
- 미궁 크로스 블러드 인피니티 (나나세 히카루)

2014년
- 아이카츠! 365일의 아이카츠데이즈 (사에구사 키이)
- 걸즈 & 판처 - 전차도, 연마합니다!(戦車道、極めます!) (오노 아야)
- 검의 거리의 이방인~하얀 왕궁~(헬가 힐프라스)
- 데몬게이즈 Global Edition (프로메스)
- 동경신세록 오퍼레이션 어비스 (메쿠로 쿄코, 고토 마오)
- Tyoko 7th 시스터즈 (가라쿠리 히토하, 후타바)

2015년
- 아이카츠! My NO.1 Stage! (사에구사 키이)
- Diss World (바베나)

2016년
- 아이카츠! 오토 온 스테이지!! (사에구사 키이)
- 아리스 오더 (사사야마 쿠레하)

2017년
- 천화백검-참- (기쿠이치몬지 노리무네)

2018년
- 걸즈 & 판처 드림 탱크 매치 (오노 사야)

2020년
- 프로젝트 세계 컬러풀 스테이지! feat. 하츠네 미쿠 (아즈사와 코하네, 우사기노누이구루미(원더랜즈x쇼타임 토끼 인형)

### 드라마 CD
- TV 애니메이션 / 데이터 카드 다스 '아이카츠! "&"아이 카츠즈! "스페셜 드라마 CD (2018년, 사에구사 키이)

### 캐릭터 프로젝트
- 전음부(電音部) (쿠로가네 타마)

### 라디오
※는 인터넷 방송입니다.
- 미확인☆츄나! (2012년, 초!A&amp;G+※)[25]
- 프린세스 캣츠의 진상중! (2014년, 초!A&G+※)[26]
- 아키나와 ABI의 애니메이션 무대 탐방 (2014년 - 2015년, 초!A&G+※)[27]
- 걸스 & 판처 RADIO 토끼 씨 팀, 훈련 중! (2015년 - 2016년, 온센 ※[28] · 란티스 웹 라디오 ※ * 애니메이트 TV ※ · 이바라키 방송[29])
- 걸스 & 판처 RADIO 토끼 씨 팀, 아직도 훈련 중! (2017년 - 2018년 온센※)[30]

### 무대
- 설탕 2 ~ 몇 개의 날개 ~ (2013년 8월 16일 - 2013년 8월 26일, 죠스 회사) 사쿠라 호나미 역[31]

### TV 프로그램
- 썸머의 슈퍼 카라쿠리 TV (2012년 7월 1일 · 7월 22일 · 7월 29일 · 8월 5일, TBS ) - 여고생 스페셜 대산秋奈명의[32]
- 어른의! (2012년 12월 20일 · 2013년 1월 10일, TBS) - BANG BANG 뱅가드! ! 코너[33][34]

### 인터넷 방송
- 이즈카 마유미 & 츄나(秋奈, ちゅな)의 「공주의 학예회」(2013년 3월 3일 - 2013년 12월 28일 니코 니코 생방송)[35]
- 걸판 · 오노 아야 역! 아키나 씨의 한사람 전송 프로그램 「공주의 연설회!」(2013년 4월 13일 · 6월 20일 · 7월 20일 · 8월 17일 니코 니코 생방송)[36][37][38][39]
- 걸판 · 오노 아야 역! 아키나 씨의 한사람 전송 프로그램 「공주의 연설회 ~ 앙코 음두SP~」(2013년 5월 10일 니코 니코 생방송)[40]
- 제2회 「공주의 음악제」(2013년 7월 28일 니코 니코 생방송)[41]
- 공주의 음악제 ~ 가을의 성우 & 아이돌 SP~ (2013년 9월 22일 니코니코 생방송)[42]
- 프리켓츠의 「PuriPuri 조치 프린세스」(2013년 10월 12일 · 12월 7일, 니코니코 생방송)[43][44]
- 프리켓츠의 PuriPuri- 공주 ☆ 캣츠! (2014년 1월 26일 니코 니코 생방송)[45]

### 기타 내용
- 캐릭터 프로젝트 『전음부』(2020년, 구로테츠 타마[46])
- 예술에 성원을! 도쿄 프로젝트 (개인형) 「포토 그래프 동호회」(2020년, 미우[47])

## 음반

### 캐릭터
| 발매일           | 상품명                  | 노래                                                                        | 음악                                                       | 비고              |
| ---------------- | ----------------------- | --------------------------------------------------------------------------- | ---------------------------------------------------------- | ----------------- |
| 2012년 12월 5일  | 노래 기억 YO! 백인 일수 | 츄나 (秋奈), 토모 (키리야마 치카)                                           | "노래 기억 YO! 백인 일수 "                                 |                   |
| 2020년 12월 23일 | New Palace              | 구로테쓰 타마(秋奈)                                                         | 「이타다키 바벨 (Prod. 켄모찌 히데후미) "                  | " 전음부 "관련 곡 |
| 2020년 12월 23일 | New Palace              | 구로테쓰 타마(秋奈), 시로가네 아키( 코미야 아리사), 灰島銀華(시부야 아즈키) | "Where Is The Love (feat. Shogo &amp; 하야카와 히로타카 )" | " 전음부 "관련 곡 |

### 기타 참여 곡
| 발매일           | 상품명                                          | 노래                | 음악                                                 | 비고 |
| ---------------- | ----------------------------------------------- | ------------------- | ---------------------------------------------------- | ---- |
| 2013년 6월 5일   | 최신! 풍성! 키즈 송                             | 츄나, 마키노 마코   | " Signalize! " </br> ' 캘린더 걸 '                   |      |
| 2013년 7월 28일  | 사랑의 마법 ~puri puri pu-! ~ / 프린세스 캣츠 ♪ | 프린세스 캣츠       |                                                      |      |
| 2013년 12월 25일 | 최신 키즈 히트 가합전 50                        | 츄나, 마키노 마코   | " 다이아몬드 해피 " </br> " 힐러리 / 히토리 / 반짝 " |      |
| 2014년 3월 19일  | 쉽고 ♪스러운 베스트 히트 운동회 댄스            | 秋奈, 키리야마 치카 | 「 빛의 끝에 " </br> ' CRAZY GONNA CRAZY "           |      |
| 2014년 6월 4일   | 올레! 키즈 송 카니발 51                         | 秋奈, 모리노 마코   | " KIRA ☆ Power " </br> " 원래 스타 ☆ 삼 "            |      |

## 평가
- 2010년에 개최된 제4회 전일본 애니송 그랑프리에서 리포터를 맡고 있는 만담 콤비 「고메쓰부사쿄」(米粒写経)의 산큐 타트는 자신의 블로그에서 아키나에 대해 "가장 '자신'을 제대로 뽑아내는 듯했다. 좋아하는 일에 진지하다는 것, 긍지를 가지고 있다는 것, 기뻐하고 슬퍼하는 것, 앞을 향하는 것. 그녀는 똑같은 오타쿠를 매료시키는 스타성이 있다."고 평가하고 "모두가 감동스러울 수준의 재능이다. 그렇게 훌륭한 오타쿠는 본 적이 없다."고 말하고 있다.[54]
- 2011년 12월 28일자 4Gamer.net의 기획기사 『총세 80명의 게임 크리에이터/게임 업계 유명 인사에게 듣는 '2011의 주목 타이틀'과 '2012년을 향한 메시지'』(総勢80名のゲームクリエイター/ゲーム業界著名人に聞いた「2011年の注目タイトル」と「2012年に向けてのメッセージ」)에서 익스피리언스 프로듀서 대표 취체역 프로듀서인 지카미 하지메(千頭元)는 「2011년에 개인적으로 주목한(하고 있는) 인물」로 아키나를 지명하며 "고등학생이라고는 생각되지 않는 활동이 능숙합니다. 너무 귀여운 분입니다, 노래도 꽤 능숙하기 때문에 앞으로는 다양하게 주목을 받아가지 않을까 생각합니다."(高校生とは思えない落ち着きがあり上手いです。とても可愛い方ですし、歌もかなり上手いので今後は色々と注目を浴びていくのではないかと思っています。)고 말하고 있다.[55]

## 수상 경력
- ANIMAX 제 4 회 전일본 애니송 그랑프리 센다이 대회 우승 (2010년 7월)[3]
- Brillax~1st.season "Cool Vocalist를 찾아라" 10월도 월간 위너 (2011년 10월)[56]